# Van-Deemter-Gleichung

Van-Deemter-Graph
Schwarz: H = A + (B/v) + (C·v)
Grün: Streudiffusion A
Rot: Longitudinaldiffusion: B/v
Blau: Massentransfer: C·v

Die Van-Deemter-Gleichung (Jan Jozef van Deemter, 1956) beschreibt mathematisch/physikalisch die Trennleistung in der Gas- und Flüssig-Chromatographie. Die Bodenhöhe H (HETP – Höhenäquivalent eines theoretischen Bodens, engl. height equivalent to a theoretical plate) wird durch folgende vereinfachte Formel beschrieben:
{\displaystyle H={\color {Green}A}+{\color {Red}{\frac {B}{v}}}+{\color {Blue}C\cdot v}}
Je kleiner H ist, desto größer ist die Trennleistung des Systems. Dies folgt aus der Gleichung:
{\displaystyle H={\frac {L}{N}}}
Die H/v-Hyperbelfunktion (X = v, Y = HETP) hat ein Minimum bei der optimalen Strömungsgeschwindigkeit (v), bei der die Bodenhöhe (H) am geringsten und damit die Trennleistung am größten ist.
- H: Bodenhöhe
- L: Länge der Säule
- N: Trennstufenzahl
- v: Geschwindigkeit der mobilen Phase
- A: Streudiffusion/Wirbeldiffusion (Eddy-Diffusion). Bei gepackten Säulen erhöht die Verwirbelung diesen Term. Er ist unabhängig von der Strömungsgeschwindigkeit. Bei Kapillarsäulen entfällt A. Es handelt sich um eine Streudiffusion, die durch unterschiedliche Flusswege einzelner Probemoleküle durch die Säule entsteht. Diese kommen durch wechselnde Form und Größe der Teilchen des Trägermaterials und ihre unregelmäßige Packung in der Säule zustande. Die Eddy-Diffusion ist besonders klein, wenn kleine Teilchen einheitlicher Größe homogen in der Säule gepackt sind. Term A ist außerdem vom Teilchendurchmesser der stationären Phase abhängig: A = 2 λ d  (λ = Faktor, d = Teilchendurchmesser).
- B/v: Longitudinal-Diffusion, Diffusion in Längsrichtung der Säulenachse. Dieser Faktor ist abhängig von der Viskosität und Temperatur der mobilen Phase. Er ist abhängig vom Kehrwert der Strömungsgeschwindigkeit. Der Analyt diffundiert kontinuierlich vom konzentrierten Zentrum seiner Probezone weg. Term B ist von dem Diffusionskoeffizient der mobilen Phase (D(M)) abhängig: B = 2 λ D(M). Je höher die Flussgeschwindigkeit, desto kürzer ist die auf der Säule zugebrachte Zeit und umso geringer wird der Beitrag der Longitudinaldiffusion.
- C·v beschreibt den Massenübergang zwischen stationärer und mobiler Phase. Dieser Term wird durch die Art der mobilen Phase und die Art und Dicke der stationären Phase beeinflusst. Er ist direkt proportional zur Strömungsgeschwindigkeit. Term C ist auch vom Teilchendurchmesser, der Porosität der Teilchen, der Säulenlänge, dem Säulenradius sowie dem Diffusionskoeffizienten der stationären Phase abhängig.